# Grossguschelmuth
Grossguschelmuth (en français Courchelmont-le-Grand) est une localité et une ancienne commune suisse du canton de Fribourg, située dans le district du Lac.

## Histoire
Attribuée d'abord au district de Fribourg, de 1803 à 1830, la localité de Courchelmont-Le-Grand fit partie du district allemand, de 1831 à 1847 et de celui du Lac depuis 1848. L'agriculture est encore aujourd'hui le principal secteur d'activité.
Courchelmont-Le-Grand a fusionné avec sa voisine de Courchelmont-Le-Petit en 1978 pour former la commune de Courchelmont. Celle-ci va à son tour être intégrée à celle de Cormondes en 2003.

## Patrimoine bâti
Grossguschelmuth possède une chapelle dédiée à Saint-Jean-Baptiste depuis 1801.